# Hovedgård
 For alternative betydninger, se Hovedgård (flertydig). (Se også artikler, som begynder med Hovedgård)
En hovedgård er en større landbrugsejendom, hvortil der har været tilknyttet skattefrihed og andre privilegier.
I løbet af middelalderen blev ejerskab af en hovedgård knyttet til adel, hvoraf betegnelsen herregård opstod. I ældre dansk ret skelnedes mellem de ejendomme, der bestod af bondejord, og de ejendomme, der bestod af fri jord. Blandt fri jord skelnede dansk ret mellem hovedgårde, hovedgårdsparceller, købstadsjorder, præstegårdsjorder og andre embedsjorder. Til hovedgårde regnedes de jordbrug, under hvilke der endnu hørte eller i alt fald tidligere havde hørt bøndergods.
De fleste af disse ejendomme opstod før 1660, men der er i det 18. århundrede oprettet mange hovedgårde. Hovedgårde blev inddelt i sædegårde og avls- og ladegårde.
Efter Enevældens indførelse blev det muligt for borgerlige at købe hovedgårde med privilegie, uanset om den kom i borgerlig eje. De sidste privilegier blev ophævet ved lensafløsningen i 1919.

## Brug af udtrykket "hovedgård"
I en mængde middelalderlige diplomer fra det 14. og 15. århundrede forekommer betegnelsen "hovedgårde" (lat.: curiae principales), men disse synes som oftest at have været meget forskellige fra senere tiders hovedgårde. De sammenbragte jordbrug efter sammenlægning, når jorderne ligger i naturlig forbindelse med hinanden, betegnes hovedgård som bol at have haft deres jorder i fællesskab med bønderne, blot har de haft flere kvotadele end de øvrige.
Disse ældre hovedgårde var altså af en aldeles anden art end de senere proprietærgårde, som opstår på privat initiativ og fortrinsvis ved ejernes egen fortjeneste. Om hovedgårdenes oprindelse må det mærkes, at vel adskillige større hovedgårde, der omtrent svarede til de senere, tidligere have været anlagt især på øde strækninger; men de senere store gårde skylder uden tvivl deres udvikling til en senere tid, da adelen ved mageskifter indbyrdes og med Kronen samlede sit strøgods på enkelte steder og derefter nedlagde bøndergårde og hele landsbyer for at indrette de store samlede herregårdsmarker, der blev drevet ved hoveri af de omliggende fæstebønder.
En del ældre, mindre gårde blev udviklet til sådanne herregårde, andre blev simple bøndergårde. Ønsket om at sikre børnene et udkomme eller den efterlevende ægtefælle en værdig forsørgelse (enkesæder) ses ofte at have været motiverende for samlingen af jorder i alt fald før eller senest samtidig med udskiftningen, der i Danmark de fleste steder påbegyndes i slutningen af 1790’erne og gennemføres i begyndelsen af 1800-tallet som konsekvens af landboreformerne.